# 本願寺日高別院
本願寺日高別院（ほんがんじひだかべついん）は、和歌山県御坊市御坊にある浄土真宗本願寺派の寺院。別名日高御坊。京都市にある西本願寺の別院である。

## 歴史
「湯川文書」などによると、天文年間、三好家との戦い（『紀伊続風土記』によると江口の戦い）に敗れた湯川直光は、本願寺の法主・証如の助力により亀山城への帰還を果たした。直光はそれを謝して吉原浦（美浜町吉原）に一堂を建立し、次男・信春を出家させその住職にしたという。
唯可と名乗った信春は、その後石山本願寺で証如に拝謁し、祐存という法名と証如の御影を賜った。また、一私坊だった吉原道場は坊舎の号を許可され、吉原坊舎と称することとなった。
天正13年（1585年）、豊臣秀吉による紀州攻めで、吉原坊舎と湯川氏の居城・亀山城 は焼失した。翌天正14年（1586年）、祐存は日高郡中の僧俗と力を合わせて薗浦の椿原に仮堂を建て、この仮堂は薗坊舎と呼ばれた。文禄4年（1595年）、鷺森御坊の有力門徒である佐竹伊賀守の尽力により、薗坊舎が薗浦・島村の地に移されて日高坊舎となる。文政8年（1825年）、現存する本堂が再建され、1877年（明治10年）に本願寺日高別院の称を得た。
御坊舎に因んで地名も御坊と呼ばれるようになり、御坊町（現在の御坊市）の起源となった。以降、門徒を中心に人々が周辺に往来し町場が形成され、日高地方の商業の中心になった。町は日高別院を中心に西町・中町・東町に分かれているが、特に東町には現在でも土蔵屋敷が多く残り、近世の町並みを顕著に残している。

## 文化財
- 日高別院（本堂・表門・裏門・鼓樓・鐘樓） - 市指定有形文化財（建造物）、平成10年1月21日指定[13]。
- 日高別院の公孫樹 - 県指定天然記念物、1958年（昭和33年）4月1日指定。文禄年間に坊舎移転の折に植えられたものと伝えられ、推定樹齢400年[14]。

## 所在地
〒644-0001　和歌山県御坊市御坊100

## 交通アクセス
- 紀州鉄道紀州鉄道線西御坊駅下車、徒歩7分